# Александр Жіру
Александр Жіру (фр. Alexandre Giroux; 16 червня 1981, Квебек, Канада) — канадський хокеїст, лівий нападник.

## Кар'єра

### Аматорська кар'єра
Жіру почав кар'єру у клубі «Галл Олімпікс» (QMJHL) у 1998/99 роках де виступав три сезони, а в середині останнього сезону виступав у складі «Руен-Норанда Хаскіс». На аматорському рівні Александр набрав 226 очок (111+115), на професійному рівні дебютував у клубі АХЛ «Гранд Репідс Гріффінс» у сезоні 2001/02.

### Професійна кар'єра

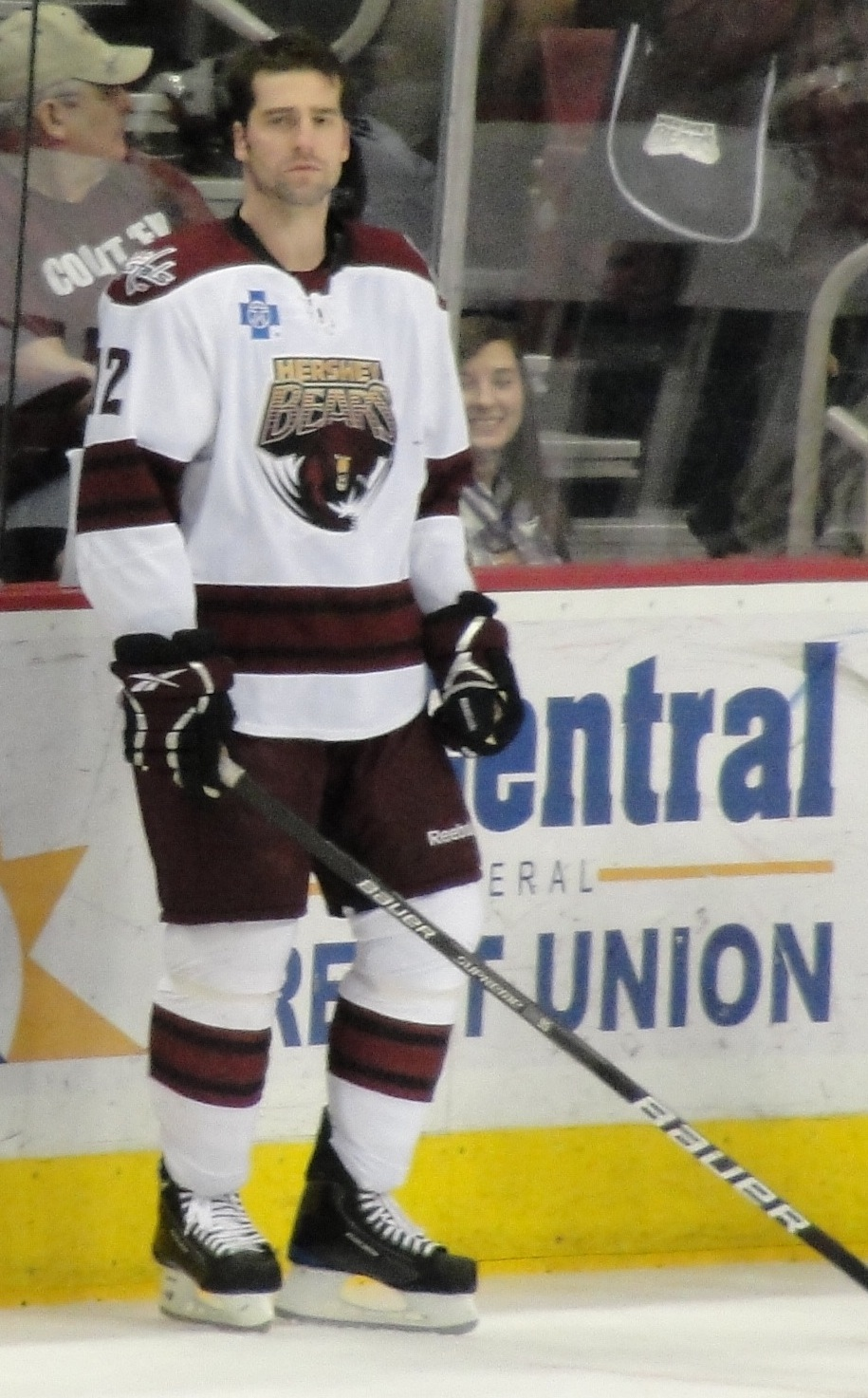
Александр Жіру у команді «Герші Берс»

На драфті НХЛ 1999 року Александр був обраний під 213 номером клубом «Оттава Сенаторс» але два сезони відіграв у фарм-клубі «Бінгхемптон Сенаторс», ще три сезони відіграв за фарм-клуб «Нью-Йорк Рейнджерс» в АХЛ «Гартфорд Вулф Пек», в результаті нападник у складі нью-йоркців провів лише одну гру.
Влітку 2006 року, Жіру підписав контракт як вільний агент з «Вашингтон Кепіталс». За сім сезонів у складі «столичних» він зіграв лише 30 матчів, більшк частину сезонів він провів у складі «Герші Берс» (АХЛ). Нічого не змінилось після обміну Жіру на гравця «Атланта Трешерс» Джо Моцко, у підсумку канадець виступав за «Чикаго Вулвс» (АХЛ).
5 серпня 2009 Жіру підписав дворічний контракт та залишився у «Герші Берс».
Сезон АХЛ 2008/09 років, був успішним для Жіру. 18 січня 2009 року Александр побив рекорд Бретта Галла закидаючи шайби у ворота суперників у 15 матчах поспіль. 10 квітня 2009 року Жіру отримав нагороду Леса Каннінгема (1999) як найцінніший гравець (MVP) сезону і трофей Джона Б. Солленбергера як найкращий бомбардир регулярного чемпіонату.
3 липня 2010 року він підписав однорічний контракт з «Едмонтон Ойлерс». Після передсезонного тренувального табору опинився у фарм-клубі «Оклахома Сіті Беронс» (АХЛ). 5 березня 2011 Александр повернувся із фарм-клубу до «Едмонтон Ойлерс» та у дебютному матчі забив гол та допоміг «Ойлерс» перемогти «Колорадо Аваланч» 5:1.
3 липня 2011 року Жіру підписав дворічний контракт з «Колумбус Блю-Джекетс». У сезоні 2011/12, нападник 9 разів з'явився у формі «Блю-Джекетс», а більшість сезону провів у фарм-клубі «Спрингфілд Фалконс».
24 травня 2012 року Александр покинув Північну Америку та підписав однорічний контракт з клубом КХЛ «Динамо» (Рига). В кінці сезону переїхав до клубу НЛА «Клотен Флаєрс».
З сезону 2013/14 років виступав у складі хокейного клубу Амбрі-Піотта.
Александр Жіру був постійним гравцем у складі збірної Канади на Кубка Шпенглера.
Влітку 2016 Александр уклав однорічну угоду з хорватським клубом «Медвещак» (Загреб).
Сезон 2016–17 канадець провів у французькому «Греноблі».

## Нагороди та досягнення
- Нагорода Леса Каннінгема — 2009.
- Трофей Джона Б. Солленбергера — 2009.
- Нагорода Віллі Маршалла — 2009, 2010.
- Володар Кубка Шпенглера — 2016.

## Статистика
| 1998–99   | «Галл Олімпікс»         | ГЮХЛК       | 67  | 15  | 22  | 37  | 124 | 22  | 2  | 2  | 4   | 8   |
| 1999–00   | «Галл Олімпікс»         | ГЮХЛК       | 72  | 52  | 47  | 99  | 117 | 15  | 12 | 6  | 18  | 30  |
| 2000–01   | «Галл Олімпікс»         | ГЮХЛК       | 38  | 31  | 32  | 63  | 62  | —   | —  | —  | —   | —   |
| 2000–01   | «Руен-Норанда Хаскіс»   | ГЮХЛК       | 25  | 13  | 14  | 27  | 56  | 9   | 2  | 6  | 8   | 22  |
| 2001–02   | «Гранд Репідс Гріффінс» | АХЛ         | 70  | 11  | 16  | 27  | 34  | —   | —  | —  | —   | —   |
| 2002–03   | «Бінгхемптон Сенаторс»  | АХЛ         | 67  | 19  | 16  | 35  | 101 | 10  | 1  | 0  | 1   | 10  |
| 2003–04   | «Бінгхемптон Сенаторс»  | АХЛ         | 59  | 19  | 23  | 42  | 79  | —   | —  | —  | —   | —   |
| 2003–04   | «Гартфорд Вулф Пек»     | АХЛ         | 16  | 6   | 3   | 9   | 13  | 16  | 3  | 4  | 7   | 28  |
| 2004–05   | «Гартфорд Вулф Пек»     | АХЛ         | 78  | 32  | 22  | 54  | 128 | 6   | 3  | 3  | 6   | 23  |
| 2005–06   | «Гартфорд Вулф Пек»     | АХЛ         | 73  | 36  | 31  | 67  | 102 | 13  | 7  | 9  | 16  | 17  |
| 2005–06   | «Нью-Йорк Рейнджерс»    | НХЛ         | 1   | 0   | 0   | 0   | 0   | —   | —  | —  | —   | —   |
| 2006–07   | «Герші Берс»            | АХЛ         | 67  | 42  | 28  | 70  | 82  | 19  | 4  | 7  | 11  | 27  |
| 2006–07   | «Вашингтон Кепіталс»    | НХЛ         | 9   | 2   | 2   | 4   | 2   | —   | —  | —  | —   | —   |
| 2007–08   | «Чикаго Вулвс»          | АХЛ         | 44  | 19  | 22  | 42  | 47  | —   | —  | —  | —   | —   |
| 2007–08   | «Герші Берс»            | АХЛ         | 24  | 14  | 13  | 27  | 30  | 5   | 3  | 1  | 4   | 2   |
| 2008–09   | «Герші Берс»            | АХЛ         | 69  | 60  | 37  | 97  | 84  | 22  | 15 | 13 | 28  | 22  |
| 2008–09   | «Вашингтон Кепіталс»    | НХЛ         | 12  | 1   | 1   | 2   | 10  | —   | —  | —  | —   | —   |
| 2009–10   | «Герші Берс»            | АХЛ         | 69  | 50  | 53  | 103 | 34  | 21  | 14 | 13 | 27  | 22  |
| 2009–10   | «Вашингтон Кепіталс»    | НХЛ         | 9   | 1   | 2   | 3   | 4   | —   | —  | —  | —   | —   |
| 2010–11   | «Оклахома Сіті Беронс»  | АХЛ         | 70  | 32  | 46  | 78  | 63  | 6   | 2  | 1  | 3   | 2   |
| 2010–11   | «Едмонтон Ойлерс»       | НХЛ         | 8   | 1   | 1   | 2   | 2   | —   | —  | —  | —   | —   |
| 2011–12   | «Спрингфілд Фалконс»    | АХЛ         | 65  | 28  | 26  | 54  | 62  | —   | —  | —  | —   | —   |
| 2011–12   | «Колумбус Блю-Джекетс»  | НХЛ         | 9   | 1   | 0   | 1   | 8   | —   | —  | —  | —   | —   |
| 2012–13   | «Динамо» (Рига)         | КХЛ         | 47  | 16  | 5   | 21  | 41  | —   | —  | —  | —   | —   |
| 2012–13   | «Клотен Флаєрс»         | НЛА         | 4   | 3   | 2   | 5   | 25  | —   | —  | —  | —   | —   |
| 2013–14   | «Амбрі-Піотта»          | НЛА         | 46  | 20  | 18  | 38  | 64  | 4   | 2  | 0  | 2   | 4   |
| 2014–15   | «Амбрі-Піотта»          | НЛА         | 35  | 17  | 10  | 27  | 22  | —   | —  | —  | —   | —   |
| 2015–16   | «Амбрі-Піотта»          | НЛА         | 48  | 17  | 19  | 36  | 28  | —   | —  | —  | —   | —   |
| 2016–17   | Медвещак (Загреб)       | КХЛ         | 58  | 18  | 5   | 23  | 82  | —   | —  | —  | —   | —   |
| 2017–18   | Гренобль                | Ліга Магнус | 44  | 25  | 33  | 58  | 28  | 16  | 4  | 4  | 8   | 43  |
| 2018–19   | «Тетфорд Ассурансія»    | ПАХЛК       | 27  | 21  | 15  | 36  | 18  | 10  | 5  | 8  | 13  | 4   |
| 2019–20   | «Тетфорд Ассурансія»    | ПАХЛК       | 17  | 9   | 8   | 17  | 14  | —   | —  | —  | —   | —   |
| АХЛ разом | АХЛ разом               | АХЛ разом   | 771 | 368 | 334 | 704 | 837 | 118 | 52 | 51 | 103 | 153 |
| НХЛ разом | НХЛ разом               | НХЛ разом   | 48  | 6   | 6   | 12  | 18  | —   | —  | —  | —   | —   |